# 巴爾薩爾
巴爾薩爾是厄瓜多爾的城市，位於瓜亞斯省北部，是該國北部的農業中心，主要經濟活動是農業，農產品有稻米、咖啡和煙草，2001年人口48,470。
1°22′S 79°54′W / 1.36°S 79.90°W